# Георгица
Георгица (на гръцки: Γεωργίτσα) е бивше село в Република Гърция, дем Гревена, област Западна Македония.

## География
Селото се намира на 820 m надморска височина на около 25 km южно от град Гревена, в северното подножие на планината Хасия, част от планинската верига Пинд.

## История

### В Османската империя
В края на ХІХ век Георгица е гръцко християнско село в южния край на Гревенската каза на Османската империя.
Според статистика на Серфидженския санджак на гръцкото консулство в Еласона от 1904 година в Георгица (Γεωργίτσα) , Гревенска каза, живеят 103 гърци елинофони християни.

### В Гърция
През Балканската война в 1912 година в селото влизат гръцки части и след Междусъюзническата в 1913 година Георгица влиза в състава на Кралство Гърция. При първото преброяване от новата власт през 1913 година в Георгица са регистрирани 132 души.
През 1970-1971 година правителството на военната хунта в Гърция създава новото селище Агии Теодори, в което постепенно са преселени жителите на Георгица и на още 6 околни села.
От селото е запазена църквата „Успение Богородично“.
| Година    | 1913 | 1920 | 1928 | 1940 | 1951 | 1961 | 1971 | 1981 | 1991 | 2001 | 2011 | 2021 |
| --------- | ---- | ---- | ---- | ---- | ---- | ---- | ---- | ---- | ---- | ---- | ---- | ---- |
| Население | 132  | 113  | 127  | 173  | 179  | 180  | 115  | 0    | 0    | 0    |      |      |